# Quebrada La Aguacatala
La quebrada La Aguacatala es una significativa corriente hídrica del suroriente de la ciudad de Medellín. Además es una de las más importantes del Poblado.

## Cauce y hechos históricos
La Aguacatala nace a 2700 metros sobre el nivel del mar en la divisoria de aguas que separa el Valle de Aburrá del Valle de San Nicolás, en la parte superior de alto de las palmas, recorre la vereda homónima y luego se interna en la comuna El Poblado, recorriendo numerosos barrios como Los Balsos, El Castillo, La Aguacatala y Santa María de los Ángeles.
Esta quebrada se caracteriza por tener un recorrido en cauce natural en gran tramo, además es relativamente menos contaminada que muchas de las quebradas de la ciudad
En la parte baja de su recorrido, cerca a la gruta de María Rosa Mística, entra en una canalización profunda que estrangula el cauce y luego pasa cubierta bajo la avenida Las Vegas, desemboca al río Medellín a 1500 metros sobre el nivel del Mar al lado de la Estación que lleva su nombre.
Su cuenca limita con las de las quebradas La Volcana al norte, el Altiplano al oriente, La Zúñiga al sur y el Río Medellín al occidente.  

### Afluentes
A la quebrada la Aguacatala desaguan las quebradas La Carrizala, San Michel (principal afluente), El Castillo, entre otras.